# Sonate en si bémol majeur pour piano à quatre mains de Schubert
Pour les articles homonymes, voir Sonate pour piano à quatre mains.
La Sonate en si bémol majeur pour piano à quatre mains, op. 30, D 617 de Franz Schubert, est la première des deux sonates pour quatre mains que le compositeur a écrites, l'autre étant la Sonate en do majeur pour piano à quatre mains de 1824.

## Histoire
Schubert écrit cet ouvrage à l'été 1818 alors qu'il était à Zseliz sur le domaine de la famille Esterházy, probablement pour les deux comtesses à qui il enseigne. C'est l'une des nombreuses œuvres pour piano à quatre mains qu'il compose pendant son séjour là-bas.
L'ouvrage est publié en 1823 sous le numéro d'opus 30 avec une dédicace au comte Ferdinand Palffy d'Erdöd, propriétaire du Theater an der Wien. Max Harrison spécule que la dédicace pourrait avoir été liée aux performances de Rosamunde qui y ont eu lieu la même année. 

## Structure
L'œuvre est en trois mouvements :
1. Allegro moderato
2. Andante con moto
3. Allegretto

Durée moyenne : 17 à 20 min.

## Discographie
- Sonate en si bémol majeur, D.617 (Œuvres pour piano à quatre mains, vol. 2) - Christian Ivaldi et Noël Lee (1978, Arion) (OCLC 1109995373)
- Sonate en si bémol majeur, D.617 - Emil Gilels et Elena Gilels (concert Bedford, 12 octobre 1981, Moscow State Conservatoire) (OCLC 947152413)
- Sonate en si bémol majeur, D.617 ; Grand Duo en ut, D.812  - Peter Noke et Helen Krizos (avril 1986, Hyperion CDA66217) (OCLC 1030305466)
- Piano à quatre mains - Bracha Eden et Alexander Tamir (janvier 1990, Brilliant Classics) (OCLC 1132909239 et 169919164)
- Sonate en si bémol majeur, D.617 (Œuvres pour piano à quatre mains, vol. 1) - Nina Walker et Adrian Farmer (décembre 1994, Nimbus Records) (OCLC 35126693)
- Sonate en si bémol majeur, D.617 (Œuvres pour piano à quatre mains, vol. 3) - Yaara Tal et Andreas Groethuysen (juin 1995, Sony) (OCLC 35906228 et 1101721509)
- Sonate en si bémol majeur, D.617 (Œuvres pour piano à quatre mains, op. 30, 84, 138 et 27) - Věra Lejsková et Vlastimil Lejsek (1996, Berlin Classics) (OCLC 828147371)
- Sonate en si bémol majeur, D.617 (Œuvres originales pour piano à quatre mains, vol. 3) - Duo Uriarte et Mrongovius (mars 1997, Calig) (OCLC 41043766)
- Sonate en si bémol majeur, D.617 (Œuvres pour piano à quatre mains, vol. 6) - John Humphreys et Robert Markham (juillet 2011, Naxos 8.572699) (OCLC 852211834)
- Œuvres pour piano à quatre mains - Duo de Milan : Luca Ciammarughi et Stefano Ligoratti (2017, Da Vinci Classics) (OCLC 1137068498)
- Schubert Lebensstürme : Musique pour piano à quatre mains - Duo Pleyel : Alexandra Nepomnyashchaya et Richard Egarr (février 2019, Linn Records) (OCLC 1187212271)